# جان جاك أمانويل سديو
جان جاك أمانويل سديو (بالفرنسية: Jean Jacques Emmanuel Sédillot)‏ Jean Jacques Emmanuel Sédillot (1777 – 1832) هو مستشرق فرنسي. تعلم العربية في مدرسة اللغات الشرقية بباريس، و تولى التدريس فيها مدة. له دراسات في العلوم الرياضية عند العرب. و ابنه لوي بيير مستشرق أيضاً، ولد و مات في باريس، و شهر بكتابه « تاريخ العرب العام » ( جزءان ). ترجم إلى العربية.